# Mikrosom
Als Mikrosomen werden kleine Membranstücke von ca. 100 nm Durchmesser der Zellen bezeichnet, die aus Fragmenten des glatten ERs gewonnen wurden. Mit Vesikeln, die in vivo von Membranen abgeschnürt werden, dürfen sie nicht verwechselt werden. Mikrosomen dienen der Untersuchung ER-gebundener Enzyme. Die Präparation erfolgt durch Zellaufschluss, differentielle Zentrifugation und Homogenisierung. Sie können jedoch auch artifiziell bei Präparationen mit anderer Zielstellungen entstehen.
Meistens werden Mikrosomen präpariert, um funktionsfähige Cytochrom P450-Enzyme (CYPs) zu gewinnen. Deren Aktivität ist oftmals nur in Gegenwart eines mehrteiligen Proteinsystems gewährleistet, wie es in der Membran des glatten ER vorliegt. Bei der Gewinnung von CYPs in Mikrosomen, bleibt das Protein-Membransystem erhalten, was die metabolische Charakterisierung oder biotechnologische Verwendung von CYPs ermöglicht. Mikrosomen können aus verschiedenen tierischen und menschlichen Organen gewonnen werden, häufig aus Leber, Lunge und Niere. Sollen die Mikrosomen nur ein bestimmtes CYP enthalten oder sind größere Mengen CYP gefordert, werden die entsprechenden Mikrosomen durch heterologe Expression etwa aus Escherichia coli oder Sf-9-Zellen gewonnen.
Mitunter werden Mikrosomen auch zur Untersuchung anderer Enzyme präpariert, etwa der Phosphatidyl-Synthase, die im Menschen der Katalyse zur Umwandlung des Phosphatidylethanolamin in Phosphatidylserin in der Glycerophospholipid-Biosynthese dient.